# Мори Огай
Мори Огай (яп. 森 鷗外 Мори О:гай, 17 февраля 1862 года — 8 июля 1922 года) — японский писатель, историк, критик и переводчик. Первый президент Имперской академии художеств (1919—1922, ныне Японская академия искусств).

## Биография и творчество
Выходец из рода придворных лекарей правителей княжества Цувано, он был воспитан в конфуцианской традиции. В девятнадцать лет оказался одним из первых выпускников медицинского факультета Имперского университета в Токио. Согласно тогдашней традиции, лучших из выпускников университета правительство отправляло на стажировку в Европу. В связи с этим, он продолжил своё образование в Германии (1884—1888), где специализировался в области санитарии и гигиены, в свободное время занимаясь литературой. Одним из его преподавателей по медицине был немецкий военный врач Вильгельм Август Рот.
По возвращении служил в японской армии военным врачом. В 1894—1895 годах принимал участие в японо-китайской войне, а спустя десять лет — в войне с Россией (1904—1905). В промежутке между войнами провёл три года в глубинке на юго-западе Японии (1899—1902), где изучал исторические хроники и биографии деятелей прошлого. Вышел в отставку в звании генерал-лейтенанта военно-медицинской службы.
Начал свою литературную деятельность с переводов, в 1890 году опубликовал свою первую повесть «Танцовщица», во многом автобиографическую. С его именем связывают появление и развитие романтизма в Японии. Руководимый им журнал «Сигарами соси» («Запруда»), основанный в 1889 году стал пропагандировать идеи романтизма. Своим художественным методом провозглашал антинатурализм. Мори видел цель поэзии в поисках красоты в конкретном мире путём преображения его в воображении и критиковал реалистов за «подражание природе». Сам он писал тяжёлые для чтения китаизированные тексты, обильно насыщенные редкими иероглифами, однако его предложения просты по структуре.
Мори познакомил японские круги с европейскими расовыми теориями, которые сыграли большую роль в теоретическом обосновании японского империализма, в частности с идеями Жозефа Артюра де Гобино. Сам Мори считал, что изучение его теорий очень полезно, чтобы знать больше о мышлении западного противника и критиковал Гобино за чрезмерный этноцентризм и сведение человеческой культуры к влиянию наследственности. В ноябре 1903 году Мори прочитал в Университете Васэда лекцию о западных воззрениях об азиатской «жёлтой угрозе», в которой, в частности, заявил: «Нравится нам это или нет, но мы обречены на противостояние с белой расой».
Одной из центральных тем его творчества является соотношение традиции и современности. В своих исторических повестях обращался к национальному духовному наследию в которых изобразил целую галерею обычаев и характеров феодального времени. Мори познакомил Японию с западной литературной критикой и эстетической философией. В дискуссиях о путях развития отечественной культуры Мори поддерживал сбалансированный подход, совмещающий японское и западное. Япония, считал он, должна «стоять на обеих ногах»: Запад и Восток, материальное и духовное — всё должно быть в ней гармонично.

## Произведения

### Романтизм
- Танцовщица (яп. 舞姫 Маихимэ) (1890)
- Пузыри на воде (яп. うたかたの記 Утаката но ки) (1890)
- Курьер (яп. 文づかひ Фумидзукай) (1891)
- Дикий гусь (яп. 雁 Ган) (1911—1913)

### Исторические повести
- Предсмертное письмо Окицу Ягоэмона (яп. 興津弥五右衛門の遺書 Окицу Ягоэмон но исё) (1912)
- Семейство Абэ (яп. 阿部一族 Абэ Итидзоку) (1913)

### Переводы
Огай активно переводил европейские (особенно немецкие) романы и пьесы, впервые представляя японцам многие шедевры европейской литературы. Своими переводами с немецкого Огай значительно обогатил японский язык и литературу.
Над переводом романа «Импровизатор» Х. К. Андерсена — «Соккё сидзин» — Огай работал около 20 лет.